# 6500 Kodaira
6500 Kodaira eller 1993 ET är en asteroid i huvudbältet som upptäcktes den 15 mars 1993 av de båda japanska astronomerna Kazuro Watanabe och Kin Endate vid Kitami-observatoriet. Den är uppkallad efter den japanska astronomen Keiichi Kodaira.
Asteroiden har en diameter på ungefär 9 kilometer.